# The Second Peel Session (álbum de Joy Division)
| Críticas profissionais | Críticas profissionais |
| Avaliações da crítica  | Avaliações da crítica  |
| Fonte                  | Avaliação              |
| ---------------------- | ---------------------- |
| All Music Guide        | 3 de 5 estrelas.       |

The Peel Sessions é o segundo EP das Peel Sessions da banda britânica de pós-punk Joy Division, lançado em 1987

## Faixas
Todas as faixas por Joy Division
1. "Love Will Tear Us Apart" – 3:20
2. "24 Hours" – 4:05
3. "Colony" – 4:08
4. "Sound of Music" – 4:20